# Pezisicarpus
Pezisicarpus là chi thực vật có hoa trong họ Apocynaceae.